# آلخاندرو جیاماتی
آلخاندرو جیاماتی (انگلیسی: Alejandro Giammattei؛ زادهٔ ۹ مارس ۱۹۵۶) سیاست‌مدار اهل گواتمالا است. وی رئیس سیستم زندان‌های گواتمالا در ۲۰۰۶ بود. جیاماتی در رقابت‌های ریاست‌جمهوری گواتمالا ۲۰۰۷، ۲۰۱۱، ۲۰۱۵ و ۲۰۱۹ شرکت کرد و در دور دوم رقابت‌های انتخاباتی ریاست‌جهوری که در ۱۱ اوت ۲۰۱۹ برگزار شد با کسب ۵۷٫۹۶٪ آرا به عنوان رئیس جمهور منتخب فعلی گواتمالا انتخاب شد، وی در ۱۴ ژانویه ۲۰۲۰ دوره ریاست جمهوری خود را آغاز خواهد کرد.

## نظرات سیاسی
آلخاندرو جیاماتی قول داده‌است تا مجازات اعدام را برای کمک به «از بین بردن باندهای خشن، مبارزه با فقر و جلوگیری از مهاجرت و پایان دادن به فساد منزجر کننده» بازگرداند

## زندگی شخصی
آلخاندرو جیاماتی در ۱۱ فوریه ۱۹۸۹ با روزانا کاسرز ازدواج کرد و دارای سه فرزند به نام‌های مارسلا، استفانو و آلخاندرو جیاماتی است.